# Kyz kuu

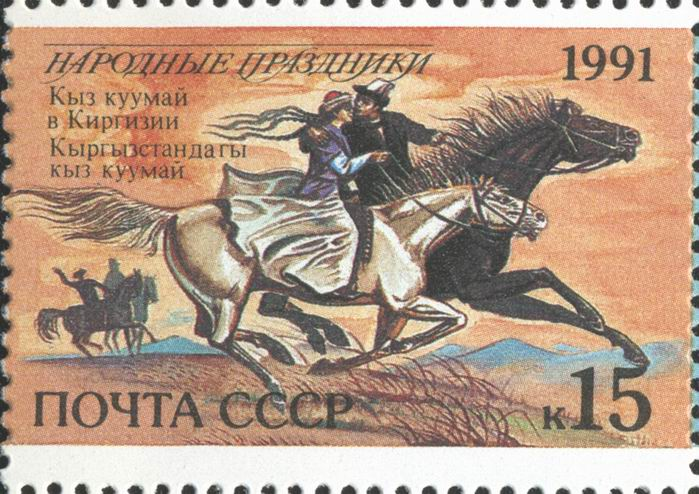
Een Sojet postzegel

Kyz kuu (Azerbeidzjaans: qız-qov, Kazachs: qyz qýý, қыз қуу) of kyz kuumai (Kirgizisch: кыз куумай), letterlijk « vang het meisje », is een traditionele ruitersport bij Turkse volkeren zoals de Azerbeidzjanen, de Kazachen en de Kirgiezen. Het vertoont elementen van paardenrennen maar wordt vaak een "kussenspel" genoemd.
Een jongeman te paard wacht aan de startlijn. Een jonge vrouw, ook bereden, laat haar paard van een bepaalde afstand achter de jongeman aan galopperen. Als de jonge vrouw de jonge man passeert, kan hij zijn paard in galop laten gaan. De twee racen naar een finishlijn een eindje verderop. Als de jongeman de jongedame inhaalt voor ze de eindstreep bereiken, mag hij haar de hand reiken en een kus stelen, wat de overwinning betekent. Als de jongeman de jongedame echter niet heeft ingehaald wanneer zij de eindstreep bereiken, draait de jongedame zich om en achtervolgt de jongeman terug naar de startstreep. Als zij binnen het bereik van de jongeman is, mag zij haar zweep gebruiken om hem te slaan, wat voor haar een overwinning betekent.

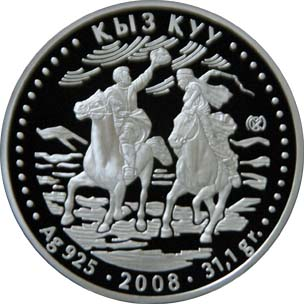
Herdenkingsmunt van de Republiek Kazachstan "Kyz kuu" uit de serie "Nationale riten en gewoonten" - 500 tenge - zilver - achterkant
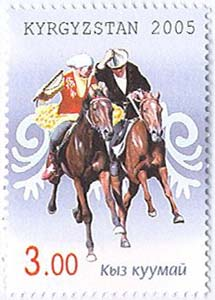
Postzegel van Kirgizië. "Kyz kuumai"